# محمد الصالح بن عتيق
محمد الصالح بن عتيق (1903-1993) شيخ وإمام من الجزائر.

## مولده ونشأته
ولد سنة 1903 م بقرية العتقة بدائرة الميلية بولاية جيجل، حيث تعلم القراءة وحفظ القرآن الكريم بكتاب القرية وتررد على زوايا قسنطينة فأتم القرآن حفظا وتلاوة ، ولما بلغ سن التاسعة عشر التحق بمدينة ميلة وقضى بها أربع سنوات دراسة على شيوخها. وفي سنة 1926 م انتقل إلى قسنطينة وانضم إلى دروس الشيخ عبد الحميد بن باديس في الجامع الأخضر وأرسله الشيخ بعد عام لإكمال الدراسة في الزيتونة فحصل على شهادة التطويع سنة 1932 م وعاد إلى الجزائر ليزاول التدريس مسقط رأسه ثم لينتقل إلى قلعة بني عباس بدائرة أقبو في سنة 1935م وهناك أنشأ رفقة السكان مدرسة حرة قامت بعمل إصلاحي كبير وأشاد بها الشيخ عبد الحميد وسماها: «قلعة الإصلاح».

## مع جمعية العلماء المسلمين الجزائريين
انتدبته الجمعية في 7 جويلية 1937 م بالعمل ضمن بعثتها في باريس ، ولما عاد في جوان 1938 م كلفته بالعمل التعليمي والإصلاحي في مدينة برج بوعريريج ثم في الميلية ثانية. وفي سنة 1943 م كلفه الشيخ الإبراهيمي بإدارة مدرسة تيارت والإشراف على التعليم في المناطق المجاورة لها. إلى أن دعي في سنة 1950 م للإشراف على مدرسة الإرشاد في سكيكدة ثم إدارة فرع معهد بن باديس بالميلية ، وفي سنة 1954 م كلف بإلقاء دروس الوعظ والإرشاد في مدينة البليدة في رمضان وبقي فيها للإشراف على الحركة التعليمية والإصلاحية بمدرسة التهذيب إلى أن ألقي عليه القبض في شهر مارس 1956 م فسجن بالبليدة ثم نقل إلى عدة معتقلات ولم يفرج عنه إلا في أفريل 1962 م بمقتضى اتفاقية إيفيان.

## بعد الإستقلال
عين مفتشا جهويا في الشؤون الدينية بوزارة الأوقاف ، وفي سنة 1966 م عين أستاذا في ثانوية حسيبة بن بوعلي بالقبة إلى أن أحيل على التقاعد سنة 1972 م فواصل عمله الدعوي الحر في مساجد العاصمة إلى أن وافته المنية يوم 1 افريل 1993 م إثر مرض عضال.

## آثاره
لم يكن الشيخ محمد الصالح بن عتيق رجل قلم أكثر مما هو رجل الكلمة والخطابة ، وإنما له آثار متناثرة في البصائر جريدة الجمعية ، والكتاب الوحيد الذي خلفه هو: «أحداث ومواقف في مجال الدعوة الإصلاحية والحركة الوطنية الجزائرية».